# Керборн
Керборн (њем. Körborn) општина је у њемачкој савезној држави Рајна-Палатинат. Једно је од 98 општинских средишта округа Кузел. Према процјени из 2010. у општини је живјело 353 становника. Посједује регионалну шифру (AGS) 7336051.

## Географски и демографски подаци
Керборн се налази у савезној држави Рајна-Палатинат у округу Кузел. Општина се налази на надморској висини од 339 метара. Површина општине износи 5,9 km². У самом мјесту је, према процјени из 2010. године, живјело 353 становника. Просјечна густина становништва износи 60 становника/km².